# Gymnoplocia parvidens
Gymnoplocia parvidens är en fjärilsart som beskrevs av W. Warren 1905. Gymnoplocia parvidens ingår i släktet Gymnoplocia och familjen Uraniidae. Inga underarter finns listade i Catalogue of Life.